# Christoph Neinhuis
Christoph Jakob  Neinhuis (* 27. Juli 1962 in Kalkar-Appeldorn) ist ein deutscher Botaniker, der unter anderem auf dem Gebiet der Bionik forscht.

## Leben
Neinhuis besuchte bis 1981 das Gymnasium Kalkar und absolvierte anschließend bis 1983 eine Ausbildung zum Gärtner. An der Universität Bonn studierte er von 1984 bis 1990 Biologie und promovierte anschließend bei Wilhelm Barthlott. Als wissenschaftlicher Mitarbeiter Barthlotts befasste sich Neinhuis intensiv mit den Mechanismen und Grundlagen des Lotus-Effekts und seiner Übertragbarkeit auf technische Anwendungen; seine 1993 abgeschlossene Dissertation trug den Titel Verbreitung, Charakterisierung und Funktion mikroskulptierter Oberflächen bei Pflanzen, unter besonderer Berücksichtigung der Benetzbarkeit und Kontamination. Es folgten zahlreiche Arbeiten mit Barthlott zum Lotus-Effekt und seiner Anwendbarkeit in der Praxis, von denen der Beitrag Purity of the sacred lotus, or escape from contamination in biological surfaces aus dem Jahr 1997 als wegweisend gilt. Ihr Projekt Vorbild Natur: Unverschmutzbare neue Werkstoffe war 1998 für den Deutschen Zukunftspreis nominiert. Im Folgejahr erhielten Neinhuis und Barthlott für ihre Arbeiten zur Übertragung des Lotus-Effekts auf technische Anwendungen den Philip-Morris-Forschungspreis.
Ende 1999 legte Neinhuis an der Universität Bonn seine Habilitationsschrift im Fachbereich Botanik vor und vertrat anschließend bis 2002 die Professur Botanik an der Universität zu Köln. Seit 2002 ist Neinhuis Professor für Botanik an der Technischen Universität Dresden und Direktor des Botanischen Gartens Dresden sowie der Botanischen Sammlung Pirna-Zuschendorf. Als Direktor betreut er unter anderem das Herbarium Dresdense (DR), das mit ca. 500.000 Pflanzenbelegen als größtes sächsisches Herbarium gilt und im Index Herbariorum verzeichnet ist, sowie die Paläobotanische Sammlung mit ca. 800 Stücken, die ursprünglich von Harald Walther aufgebaut wurde.
Für die „Entwicklung robuster, wasser- und ölabweisender Polymermembranen nach dem Vorbild der Hautstrukturen von Springschwänzen (Collembola)“ wurde Neinhuis 2014 mit dem Innovationspreis des Leibniz-Instituts für Polymerforschung Dresden ausgezeichnet.  Seit 2014 ist er ordentliches Mitglied der Sächsischen Akademie der Wissenschaften zu Leipzig sowie Präsident der Naturwissenschaftlichen Gesellschaft ISIS Dresden. Neinhuis forscht unter anderem seit den 1980er-Jahren zu Osterluzeigewächsen. Seit 2017 trägt eine neuentdeckte Art der Familie nach Neinhuis den Namen Aristolochia neinhuisii.

## Publikationen (Auswahl)
- 1997: W. Barthlott & C. Neinhuis: Purity of the sacred lotus, or escape from contamination in biological surfaces. Planta 202, S. 1–8, doi:10.1007/s004250050096.
- 1997: C. Neinhuis & W. Barthlott: Characterization and distribution of water-repellent, self-cleaning plant surfaces. Annals of botany 79 (6), S. 667–677, doi:10.1006/anbo.1997.0400.
- 2005: R. Fürstner, W. Barthlott, C. Neinhuis & P. Walzel: Wetting and self-cleaning properties of artificial superhydrophobic surfaces. Langmuir 21 (3), S. 956–961, doi:10.1021/la0401011.
- 2010: H. Schwager, T. Haushahn, C. Neinhuis, T. Speck & T. Masselter: Principles of branching morphology and anatomy in arborescent monocotyledons and columnar cacti as concept generators for branched fibre-reinforced composites. Advanced Engineering Materials, 12:B 695–698, doi:10.1002/adem.201080057.
- 2011: M. J. Harrington, K. Razghandi, F. Ditsch, L. Guiducci, M. Rueggeberg, J. W. C. Dunlop, P. Fratzl, C. Neinhuis & I. Burgert: Origami-like unfoldung of hydro.actuated icce plant seed capsules. Nature Comm. 2:337, doi:10.1038/ncomms1336.
- 2013: R. Hensel, R. Helbig, C. Neinhuis & C. Werner: Tunable nano-replication to explore the omniphobic characteristics of springtail skin. NPG Asia Materials 5, e37; doi:10.1038/am.2012.66.
- 2013: A. Kempe, T. Lautenschläger, A. Lange & C. Neinhuis: How to become a tree without wood – Biomechanical analysis of the stem of papaya (Carica papaya L.). Plant Biology, 8. Mai 2013, doi:10.1111/plb.12035.
- 2015: R. Hensel, C. Neinhuis & C. Werner: The springtail cuticle as a blueprint for omniphobis surfaces. Chem Soc Rev., 21. Januar 2016, 21; 45(2), S. 323–341, doi:10.1039/c5cs00438a.
- 2016: W. Barthlott, M. Mail & C. Neinhuis: Superhydrophobic hierarchically structured surfaces in biology: evolution, structural principles and biomimetic applications. Phil. Trans. R. Soc. A. doi:10.1098/rsta.2016.0191.

## Ehrungen und Auszeichnungen
- 1998: Nominierung für den Deutschen Zukunftspreis für Technik und Innovation des Bundespräsidenten (mit Wilhelm Barthlott)
- 1999: Philip-Morris-Forschungspreis (mit Wilhelm Barthlott)
- 2014: Innovationspreis des Leibniz-Instituts für Polymerforschung Dresden (mit René Hensel, Ralf Helbig, Julia Nickerl und Carsten Werner)
- 2014: Ordentliches Mitglied der Sächsischen Akademie der Wissenschaften zu Leipzig